# Aceldama

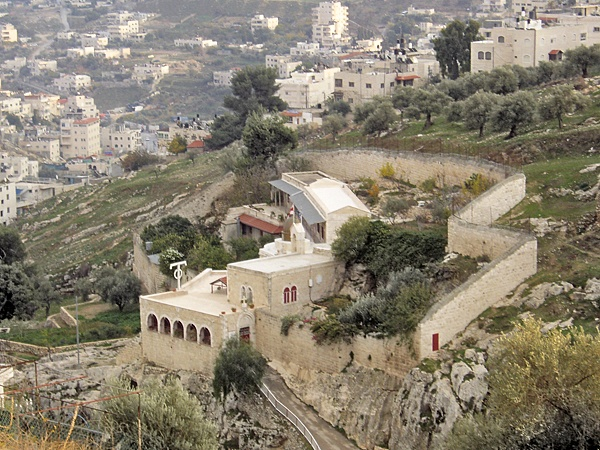
Monasterio de Aceldama.

Aceldama (en arameo: חקל דמא, Ḥaqel D'ma) es el nombre del campo que los sacerdotes compraron con las treinta monedas que recibió Judas Iscariote por vender a Jesús, que a partir de entonces se dedicó a cementerio de extranjeros.
 Se cree que este es el monasterio donde se suicidó Judas Iscariote.
El nombre quiere decir "campo de sangre". El campo se llamaba, también, "campo del alfarero", pues de él se extraía tierra roja ("campo de sangre") muy adecuada para ese trabajo.
El nombre viene de un pasaje del Evangelio de Mateo, donde tras su traición Judas lleva su recompensa de 30 monedas de plata al templo para los sacerdotes. Las monedas fueron consideradas "dinero ensangrentado", por lo que en lugar de añadirlas al tesoro, se compró un campo para enterrar a los extranjeros.
Se encuentra entre el monte Sion y la ciudad de David.
Se continuaron enterrando peregrinos allí hasta inicios del siglo XIX. Aceldama ha sido propiedad de los armenios ortodoxos desde el siglo XVI.